# ویترسلگ
ویترسلگ (به انگلیسی: Witherslack) یک روستا و محله مدنی در بریتانیا است که در South Lakeland واقع شده‌است. ویترسلگ ۴۹۹ نفر جمعیت دارد.